# Oliver Korte
Oliver Korte (* 10. April 1969 in Hamburg) ist ein deutscher Komponist, Musiktheoretiker, Musikwissenschaftler und Hochschullehrer. Seit März 2020 ist er Vizepräsident der Musikhochschule Lübeck.

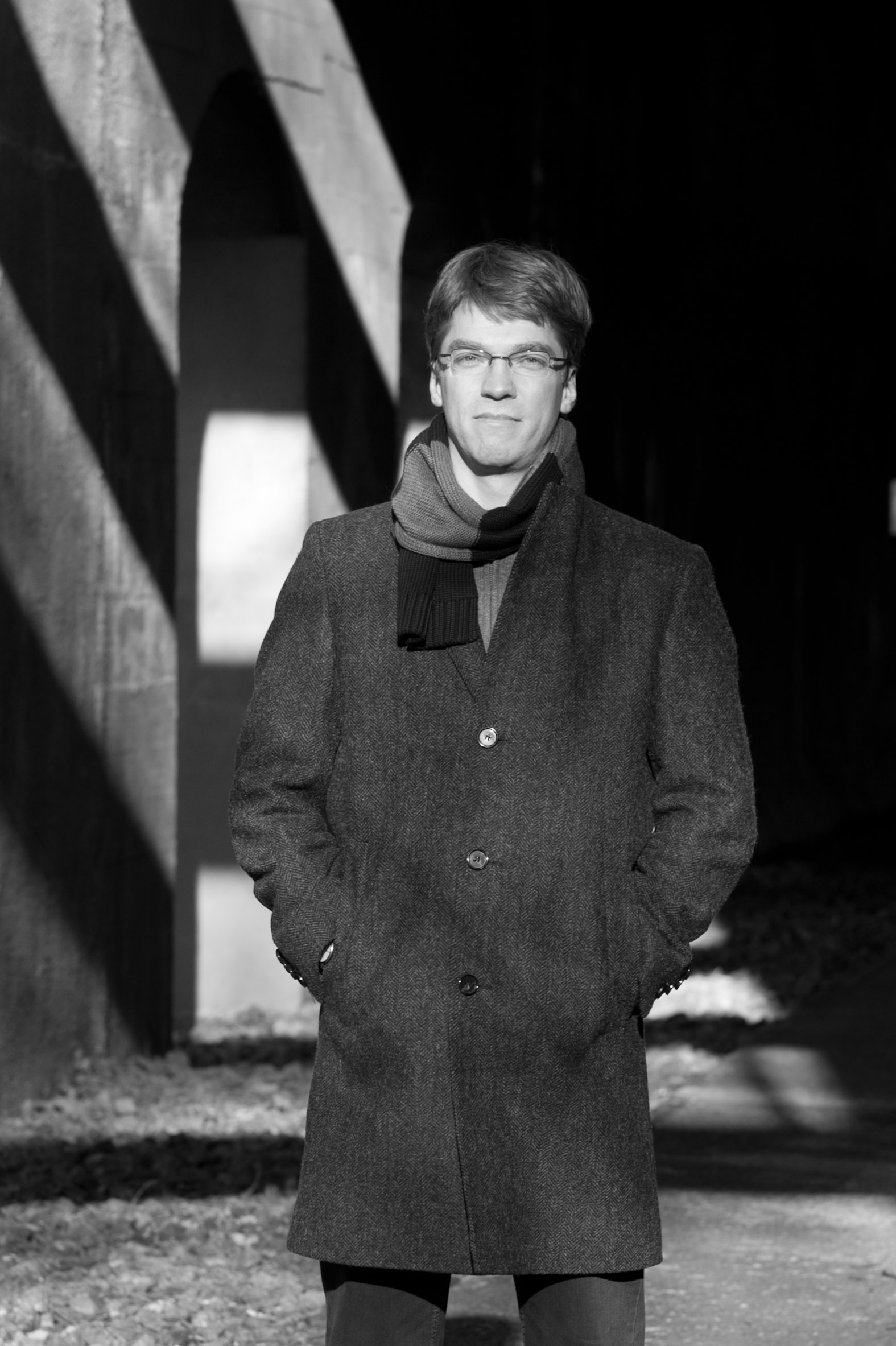
Oliver Korte (2012)

## Leben
Korte studierte in Hamburg, Wien und Berlin Komposition, Musiktheorie und Musikwissenschaft. Wichtige Impulse vermittelten ihm darüber hinaus private Kompositionsstudien bei Gösta Neuwirth. Seine Kompositionen wurden mit mehreren Kompositionspreisen und Stipendien ausgezeichnet. 2002 wurde er an der Technischen Universität Berlin mit einer Arbeit über die Ekklesiastische Aktion von Bernd Alois Zimmermann promoviert. Nach Lehraufträgen an der Hochschule für Musik „Hanns Eisler“ Berlin und an der Hochschule für Musik und Theater Rostock sowie einer Stelle als wissenschaftlicher Mitarbeiter an der Universität der Künste Berlin erhielt er im Herbst 2006 eine Berufung als Professor für Musiktheorie und Gehörbildung an die Musikhochschule Lübeck. Er ist Mitgründer der Gesellschaft für Musiktheorie (GMTH) und Herausgeber der Schriften der Musikhochschule Lübeck. Im Wintersemester 2017/18 lehrte er als Gastprofessor auch an der Johannes Gutenberg-Universität Mainz.
Korte ist verheiratet und hat zwei Kinder.
Oliver Kortes bisheriges Hauptwerk ist die Oper Copernicus für Sänger, Sprecher, Orchester und Elektronik, uraufgeführt 2015 im Festspielhaus Hellerau in Dresden.  Der Komponist nennt das Werk eine „opera spaziale“ („Raum-Oper“). Das verdankt sich der Tatsache, dass ein Raumkonzept unmittelbar aus dem Sujet abgeleitet ist: Streicher, Bläser und Schlagzeug sowie Lautsprecher und Videoprojektionen sind in „copernicanischen Ringen“ um das Publikum herum positioniert. Die Blasinstrumente begeben sich, Wandelsternen vergleichbar, in immer neue akustische Konstellationen. Das Libretto hat Korte aus diversen thesenhaften Originaltexten der Renaissance sowie einigen Tonaufnahmen des 20. Jahrhunderts montiert. Von der Kritik wurde das Werk als „mehrsprachiges, philosophisches Welttheater“ rezipiert.

## Werke (Auswahl)

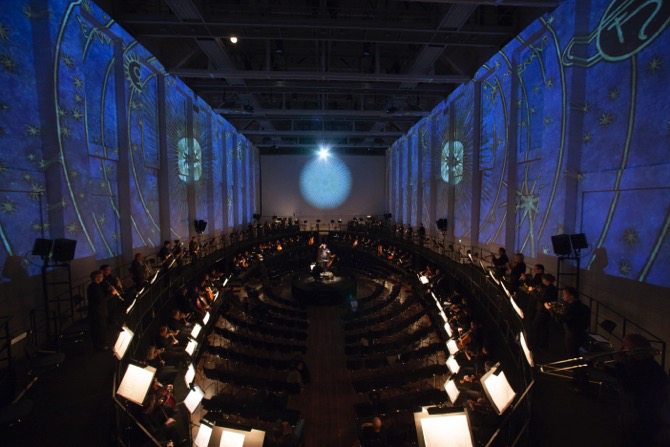
Oliver Korte, Copernicus, Uraufführung (2015)

- Ways and Walls, Konzert für Orchester (1987/88, rev. etwa 1991)
- Sechs Lieder nach Texten von Joachim Ringelnatz für Mezzosopran und Klavier (1989, Nr. 3: 1995)
- Wintergesänge über acht japanische Haikus für Sopran, Alt, Bariton, Streichtrio, Englischhorn, Klarinette, Klavier, Schlagzeug (1990/91)
- Lichtstück für Flöte, Klarinette, Fagott, 3 Violinen, 3 Violen, 3 Celli, Kontrabass, 2 Schlagzeuger (1991/92, rev. 2004)
- Music for a Wolf für Marimba solo (1992)
- … aus der Asche für Klarinette, Horn, 2 Schlagzeuger, Violine, Kontrabass (1993)
- Trio für Violine, Klarinette und Klavier (1994)
- Szenen für Orchester (1994–1996)
- zögern … schweigen für Klavier (1996)
- alles fort für 12 Solostimmen oder 3 im Raum verteilte Chorgruppen (1998/99)
- Lili Boulanger: Trois Morceaux (pour Piano), Orchesterfassung von Oliver Korte (1999)
- Glas, fünf Elementarstudien für 3 Celli (2000)
- Frost, drei Elementarstudien für Glockenspiel und Klavier (2001)
- Kies, drei Elementarstudien für 4 Klarinetten (2002)
- rien nul – Musik für Samuel Beckett, für Flöte (auch Bassflöte), Klarinette (auch Bassklarinette), präpariertes Klavier, Violine, Viola, Violoncello (2002)
- Kompass. Drei Himmelsrichtungen für Cello solo (2003/07)
- Lili Boulanger: Hymne au Soleil, Rekonstruktion der Orchesterfassung von Oliver Korte (2003)
- Essay, Kantate für Sopran, Chor und Orchester (2003–2005)
- winterblau – löwenfarben für vierstimmigen gemischten Chor (2006)
- Die Elemente, Konzert für 2 Schlagzeuger und Orchester (2006/07)
- Epiphanie für kleines Orchester (2007)
- Einige Überlegungen zur Natur des Wassers für gemischten Chor (2008)
- Copernicus-Material für 18 Solostreicher (2011)
- Sechs Microloge für Klarinette und Klavier (2012)
- Copernicus, Opera spaziale (2015)
- Epigramm – Kryptogramm – Piktogramm für einen sprechenden Trommler (2017)
- Lili Boulanger: Sous bois. Orchesterfassung von Oliver Korte (2018)
- Ill Angels für Violine, Bassklarinette, Schlagzeug und Klavier (2018)
- Ludwig W. für Klarinette und Vibraphon (2020)

## Diskographie (Auswahl)
- 2003 – Jan Feddersen – Oliver Korte
  - Frost für Glockenspiel und Klavier (2000),
  - Music for a Wolf für Marimba solo (1992)
  - zögern ... schweigen für Klavier (1996)
- 2010 – rien nul. Musik für Samuel Beckett für Sextett (2002) auf der DVD-Beilage in der Buch-Publikation Raum in den Künsten. Konstruktion – Bewegung – Politik, hg. von Armen Avanessian u. a., München 2010 (darin S. 167–174 auch der Artikel Leere Räume von Oliver Korte)
- 2012 – Oliver Korte. Elemente
  - Die Elemente. Konzert für zwei Schlagzeuger und Orchester (2006/07)
  - Kompass für Cello solo (2003/07)
  - Einige Überlegungen zur Natur des Wassers für Chor (2008)
  - Frost für Glockenspiel und Klavier (2000)
  - Epiphanie für Kammerorchester (2007)

## Publikationen (Auswahl)
- Chronik Alban Berg. In: Anthony Pople (Hrsg.): Alban Berg und seine Zeit. Laaber 1999, S. 8–25.
- Zu Bernd Alois Zimmermanns später Reihentechnik. In: Musiktheorie. Heft 1/2000, S. 19–40.
- mit Richard Grasshoff: Dekomposition. Eine Produktionsstrategie in Literatur und Musik. In: Andreas Haus, Franck Hofmann, Änne Söll (Hrsg.): Material im Prozess. Strategien ästhetischer Produktivität. Bonn 2000, S. 123–136.
- Galina Ustwolskaja. Musik als geistliches Ritual. In: Oliver Schwab-Felisch, Christian Thorau, Michael Polth (Hrsg.): Individualität in der Musik. Stuttgart 2002, S. 309–319.
- Die Ekklesiastische Aktion von Bernd Alois Zimmermann. Untersuchungen zu einer Poetik des Scheiterns. (= Berliner Musik Studien. Band 29). Sinzig 2003, ISBN 3-89564-102-2.
- Biagio Marini und Bernd Alois Zimmermann. In: Stefan Drees (Hrsg.): Lexikon der Violine. Laaber 2003, S. 414–416, 776–777.
- mit Klaus Martin Kopitz: „Written on his death-bed“. Ein Beethoven-Autograph aus dem Besitz von Johann Andreas Stumpff. In: Johannes Laas, Cordula Heymann-Wentzel (Hrsg.): Musik und Biographie. Festschrift Rainer Cadenbach zum 60. Geburtstag. Würzburg 2004, ISBN 3-8260-2804-X, S. 179–196, (books.google.de)
- Grundblatt Benjamin Schweitzer. In: Hanns-Werner Heister, Walter-Wolfgang Sparrer (Hrsg.): Komponisten der Gegenwart. 29. Nachlieferung, München 2005.
- „Eine äußerst komplexe Strukturierung der Klangfarbe“. Kompositorische Strategien in Bernd Alois Zimmermanns pas de trois. In: Musik-Konzepte Sonderband Bernd Alois Zimmermann. München 2005, S. 51–64.
- Antoine Brumel, Guilielmus Monachus. Falsobordone in Praxis und Theorie. In: Hanns-Werner Heister, Wolfgang Hochstein (Hrsg.): Musik und. Eine Schriftenreihe der Hochschule für Musik und Theater Hamburg. Neue Folge, Berlin 2008, S. 247–259.
- Geographischer Ort und Ereignisraum. Tunjuk für großes Orchester. In: Torsten Möller (Hrsg.): „Wenn A ist, ist A“. Der Komponist Dieter Mack. Saarbrücken 2008, S. 120–136.
- Beethoven aus der Sicht seiner Zeitgenossen in Tagebüchern, Briefen, Gedichten und Erinnerungen. hrsg. von Klaus Martin Kopitz und Rainer Cadenbach unter Mitarbeit von Oliver Korte und Nancy Tanneberger. 2 Bände. Henle, 2009, ISBN 978-3-87328-120-2.
- Leere Räume. In: Armen Avanessian u. a. (Hrsg.): Raum in den Künsten. Konstruktion – Bewegung – Politik. München 2010, ISBN 978-3-7705-4658-9, S. 167–174.
- Nacht und Licht. Die „Kindertotenlieder“. In: Oliver Korte, Peter Revers (Hrsg.): Gustav Mahler. Interpretationen seiner Werke. 2 Bände. Laaber 2011, Band 1, ISBN 978-3-89007-045-2, S. 467–497.
- Macrocosm – Microcosm. About the Influence of Gustav Mahler’s Eighth Symphony on the Work of Anton Webern. In: Elisabeth Kappel (Hrsg.): The Total Work of Art: Mahler’s Eighth Symphony in Context. (= Studien zur Wertungsforschung. Band 52). Universal-Edition, Wien 2011, S. 202–213.
- Il y a un temps pour tout: la phase sérielle de Zimmermann. In: Pierre Michel, Heribert Henrich, Philippe Albèra (Hrsg.): Regards croisés sur Bernd Alois Zimmermann. Actes du colloque de Strasbourg 2010. Éditions Contrechamps, Genève 2012, S. 69–86.
- Die siebte und achte Sinfonie. In: Oliver Korte, Albrecht Riethmüller (Hrsg.): Beethovens Orchestermusik und Konzerte. (= Das Beethoven-Handbuch. Band 1). Laaber 2013, S. 174–215.
- Bordun und Parallelensatz. Zur Artikulation tonaler Felder bei Gustav Mahler. In: Elisabeth Kappel (Hrsg.): Das klagende Lied: Mahlers „Opus 1“ – Synthese, Innovation, kompositorische Rezeption. (= Studien zur Wertungsforschung. Band 54). Universal-Edition, Wien 2013, ISBN 978-3-7024-7182-8, S. 164–200.
- mit Holger Best: Eine Rundfunksendung von Mahlers Klavierquartettsatz a-Moll im Jahr 1932. In: Nachrichten zur Mahler-Forschung. Nr. 66, Wien 2013, S. 43–50, ISSN 1608-8956
- Das Fauxbourdon-Modell im Choralsatz Johann Sebastian Bachs. In: Birger Petersen (Hrsg.): Johann Sebastian Bach und der Choralsatz des 17. und 18. Jahrhunderts. (= ContraPunkte. Band 1). Olms, Hildesheim 2013, S. 40–50.
- Reconstructing Antoine Brumel: How to Bring the Chanson „Dieu te gart, bergere“ Back to life. In: Journal of the Alamire Foundation. Vol. 8, No. 1, Spring 2016, S. 165–179.
- „Schattenklänge“. Mikrotonalität in Dieter Macks Schlagzeugkonzert „Wooden“. In: MusikTexte. Band 150, August 2016, S. 79–82.
- Von den Kreisbahnen des Denkens. Zum Libretto meiner Oper Copernicus. In: Die Tonkunst. Heft 1/2017, S. 34–40, ISSN 1863-3536
- Ludwig van Beethoven, Symphonie Nr. 7, A-Dur, op. 92. Faksimile nach dem Autograph aus der Biblioteka Jagiellońska, Kraków, hg. und eingeleitet von Oliver Korte, mit einem Geleitwort von Lothar Zagrosek, Laaber 2017, ISBN 978-3-946798-13-2.
- Subjekt und Gewalt. Das Dona nobis pacem aus Bernd Alois Zimmermanns Requiem für einen jungen Dichter. In: Oliver Korte (Hrsg.): Welt – Zeit – Theater. Neun Untersuchungen zum Werk von Bernd Alois Zimmermann. (= Schriften der Musikhochschule Lübeck. Band 2). Hildesheim 2018, ISBN 978-3-487-15664-4.